# Paraguay i panamerikanska spelen
Paraguay i panamerikanska spelen styrs av Paraguays Olympiska Kommitté i de panamerikanska spelen. Nationen deltog första gången i de panamerikanska spelen 1951 i Buenos Aires.
De paraguayanska idrottarna har vunnit 7 medaljer.